# Model (intelektualna lastnina)
Model je ena od pravic industrijske ali intelektualne lastnine. 
Z njo se zavaruje videz izdelka, ki je nov in ima individualno naravo. Videz izdelka pomeni izgled celotnega izdelka ali njegovega dela, ki izhaja iz značilnosti zlasti linij, obrisov, barv, oblike, teksture oziroma materialov izdelka samega ali ornamentov na njem.